# Liga dos Campeões da CAF de 2022–23 – Fase Final
A Fase Final da Liga dos Campeões da CAF de 2022–23 será disputada entre 21 de abril até 9 de junho de 2022. Um total de 8 equipes competirão nessa fase.

## Calendário
| Fase             | Data do sorteio    | Partida de ida         | Partida de volta       |
| ---------------- | ------------------ | ---------------------- | ---------------------- |
| Quartas de final | 5 de abril de 2023 | 21–22 de abril de 2023 | 28–29 de abril de 2023 |
| Semifinais       | 5 de abril de 2023 | 12–13 de maio de 2023  | 19–20 de maio de 2023  |
| Final            | 5 de abril de 2023 | 2 de junho de 2023     | 9 de junho de 2023     |

## Equipes classificadas
| Grupo | Líderes de grupo   | Vice-líderes de grupo |
| ----- | ------------------ | --------------------- |
| A     | Wydad Casablanca   | JS Kabylie            |
| B     | Mamelodi Sundowns  | Al-Ahly               |
| C     | Raja Casablanca    | Simba                 |
| D     | Espérance de Tunis | CR Belouizdad         |

## Quartas de final
| Equipe 1      | Total       | Equipe 2           | 1.º jogo | 2.º jogo |
| ------------- | ----------- | ------------------ | -------- | -------- |
| JS Kabylie    | 1–2         | Espérance de Tunis | 0–1      | 1–1      |
| Al-Ahly       | 2–0         | Raja Casablanca    | 2–0      | 0–0      |
| Simba         | 1–1 (3–4 p) | Wydad Casablanca   | 1–0      | 0–1      |
| CR Belouizdad | 2–6         | Mamelodi Sundowns  | 1–4      | 1–2      |

### Partidas
| 21 de abril de 2023 | JS Kabylie | 0 – 1     | Espérance de Tunis | Estádio 5 de Julho de 1962, Argel      |
| 20:00 (UTC+1)       |            | Relatório | Ben Hammouda 54'   | Público: 47 000 Árbitro: EGY Amin Omar |

| 29 de abril de 2023 | Espérance de Tunis    | 1 – 1     | JS Kabylie      | Estádio Hammadi Agrebi, Tunes                    |
| 20:00 (UTC+1)       | Mohammed Romdhane 49' | Relatório | Adem Redjem 85' | Público: 20 000 Árbitro: COD Jean Jacques Ngambo |

Espérance de Tunis venceu por 2–1 no agregado.
| 22 de abril de 2023 | Al-Ahly                                    | 2 – 0     | Raja Casablanca | Estádio Internacional do Cairo, Cairo       |
| 21:00 (UTC+2)       | Mohamed Abdelmonem 45+2' · Hamdi Fathi 84' | Relatório |                 | Público: 52 000 Árbitro: SUD Mahmood Ismail |

| 29 de abril de 2023 | Raja Casablanca | 0 – 0     | Al-Ahly | Estádio Mohammed V, Casablanca             |
| 19:00 (UTC+1)       |                 | Relatório |         | Público: 55 800 Árbitro: LBY Ibrahim Mutaz |

Al Ahly venceu por 2–0 no agregado.
| 22 de abril de 2023 | Simba                 | 1 – 0     | Wydad Casablanca | Estádio Nacional, Dar es Salaam      |
| 16:00 (UTC+3)       | Jean Othos Baleke 30' | Relatório |                  | Público: 45 000 Árbitro: SEN Issa Sy |

| 28 de abril de 2023 | Wydad Casablanca | 1 – 0     | Simba | Estádio Mohammed V, Casablanca                     |
| 19:00 (UTC+1)       | Sambou 24'       | Relatório |       | Público: 55 800 Árbitro: CHA Alhadi Allaou Mahamat |

|                                     |     | Penalidades                            |  |
| Jabrane El Amloud Aboulfath Haimoud | 4–3 | Nyoni Ntibazonkiza Kapombe Phiri Chama |  |

1–1 no agregado. Wydad Casablanca venceu por 4–3 nos penâltis.
| 22 de abril de 2023 | CR Belouizdad       | 1 – 4     | Mamelodi Sundowns                                               | Estádio 5 de Julho de 1962, Argel         |
| 20:00 (UTC+1)       | Miloud Rebiai 45+3' | Relatório | Peter Shalulile 6', 51' · Neo Maema 20' · Cassius Mailula 90+2' | Público: 40 000 Árbitro: KEN Peter Waweru |

| 29 de abril de 2023 | Mamelodi Sundowns                     | 2 – 1     | CR Belouizdad       | Estádio Loftus Versfeld, Pretória               |
| 18:00 (UTC+2)       | Themba Zwane 45' · Thapelo Morena 49' | Relatório | Sofiane Bouchar 24' | Público: 10 000 Árbitro: MRT Abdel Aziz Mohamed |

Mamelodi Sundowns venceu por 6–2 no agregado.

## Semifinais
| Equipe 1           | Total    | Equipe 2          | 1.º jogo | 2.º jogo |
| ------------------ | -------- | ----------------- | -------- | -------- |
| Espérance de Tunis | 0–4      | Al-Ahly           | 0–3      | 0–1      |
| Wydad Casablanca   | 2–2 (gf) | Mamelodi Sundowns | 0–0      | 2–2      |

### Partidas
| 12 de maio de 2023 | Espérance de Tunis | 0 – 3     | Al-Ahly                   | Estádio Hammadi Agrebi, Tunes        |
| 20:00 (UTC+1)      |                    | Relatório | Tau 8', 55' · Kahraba 75' | Público: 0 Árbitro: KEN Peter Waweru |

| 19 de maio de 2023 | Al-Ahly       | 1 – 0     | Espérance de Tunis | Estádio Internacional do Cairo, Cairo     |
| 22:00 (UTC+3)      | El Shahat 22' | Relatório |                    | Público: 10 000 Árbitro: MRT Dahane Beida |

Al-Ahly venceu por 4–0 no agregado.
| 13 de maio de 2023 | Wydad Casablanca | 0 – 0     | Mamelodi Sundowns | Estádio Mohammed V, Casablanca                 |
| 20:00 (UTC+1)      |                  | Relatório |                   | Público: 39 000 Árbitro: GHA Daniel Nii Laryea |

| 20 de maio de 2023 | Mamelodi Sundowns         | 2 – 2     | Wydad Casablanca          | Estádio Loftus Versfeld, Pretória           |
| 15:00 (UTC+2)      | Zwane 50' · Shalulile 79' | Relatório | El Amloud 72' · Mvala 83' | Público: 50 000 Árbitro: SDN Mahmood Ismail |

2–2 no agregado. Wydad Casablanca venceu pela regra do gol fora de casa.

## Final
| 04 de junho de 2023 | Al-Ahly                 | 2 – 1     | Wydad Casablanca | Estádio Internacional do Cairo, Cairo      |
| 21:00 (UTC+3)       | Tau 45+4' · Kahraba 59' | Relatório | Bouhra 86'       | Público: 50 000 Árbitro: LBY Ibrahim Mutaz |

| 11 de junho de 2023 | Wydad Casablanca | 1 – 1     | Al-Ahly        | Estádio Mohammed V, Casablanca                |
| 20:00 (UTC+1)       | Ounnajem 27'     | Relatório | Abdelmonem 78' | Público: 45 000 Árbitro: ETH Bamlak T. Weyesa |